# Darío Ripoll
Darío Ripoll Herrera (San Pedro Garza García, 16 de mayo de 1970) es un actor y comediante mexicano. Es conocido por interpretar al personaje de Luis San Román en la serie Vecinos (2005).

## Biografía y carrera

### Primeros años
Ripoll estudió la Licenciatura en Actuación en la Escuela Nacional de Arte Teatral del INBA. Ha tomado cursos de perfeccionamiento actoral y de especialización actoral en cine, con los directores Nacho Ortíz, Joaquin Bissner y Luis Felipe Tovar.

### Trayectoria actoral
Con más de 20 años de carrera artística, ha participado en más de 15 obras teatrales, entre las que destacan: Ciudades Invisibles, Nomás que salgamos, La verdad sospechosa, Sangre teatral, El Hombre de la mancha, Chicago el musical, Los Miserables, Una Eva y Dos patanes, La Novicia Rebelde, El juego de la esposa y Peter Pan.
En cine destaca su participación en los siguientes largometrajes: 7 Días, The Librarían, Luces Artificiales, Los Justos, Divina Confusión, La última muerte y Diente por Diente.
En televisión ha participado en telenovelas tales como La fea más bella, Yo amo a Juan Querendón, Alma de Hierro, Una familia con suerte y en series como Los Simuladores, Trece Miedos, Los Héroes del Norte, Hermanos y Detectives, Adictos, XY, Mujeres Asesinas 3, La Familia Peluche (tercera temporada), Cuenta pendiente, Vecinos  donde interpretó a Luis San Román y su más reciente participación en la telenovela Porque el amor manda como el Licenciado Cárdenas.
Ripoll también interpretó al personaje del Guáson en el doblaje al español del videojuego Batman: Arkham Origins.

## Filmografía

### Cine
- Mirreyes vs Godínez (2019)
- MexZombies (2022) como papá de Cronos[1]

### Doblaje
- Batman: Arkham Origins (2013) - Guasón
- Batman: Arkham Knight (2015) - Guasón
- Sailor Moon Cosmos (2024) - Voces Adicionales

### Televisión
- Furcio (2000-2002)
- Vecinos (2005-presente) - Luis San Román
- La fea más bella (2006-2007) - Eder Roza del Moral
- Yo amo a Juan Querendón (2007-2008) - Oswaldo Ibarra
- Los Simuladores (2008) - Socio de la constructora
- Alma de hierro (2008-2009) - Monchi
- Los héroes del norte (2010) - Ingeniero de Sonido
- Una familia con suerte (2011-2012) - Raymundo «Ray Pelonch»
- Estrella2 (2012) - Varios personajes
- La Familia Peluche (2012) - policía peluche
- Porque el amor manda (2012-2013) - Oliverio Cárdenas
- Cuenta pendiente (2014) - CEO de Enlace Global
- Mi corazón es tuyo (2015) - Juez en Boda de Ana y Fernando
- Logout (2015) - Armonía
- Por siempre Joan Sebastian (2016) - Chucho Rendón
- La piloto (2017) - Eladio «El Bochas»
- Educando a Nina (2018) - Van Damme
- Por amar sin ley (2019) - Rodrigo Cervantes
- Los ricos también lloran (2022) - Gregorio
- El Galán (2022) - Charly Morán[2]